# Albrecht Unsöld
Albrecht Otto Johannes Unsöld (Bolheim, 20 de abril de 1905 — 23 de setembro de 1995 na ciência) foi um astrofísico alemão
Conhecido por suas contribuições à análise espectrográfica de atmosferas estelares.

## Honrarias
- 1956 - Medalha Bruce[1]
- 1957 - Medalha de Ouro da Royal Astronomical Society[2]
- 1973 - Medalha Cothenius[3]
- O asteroide 2842 Unsöld foi batizado em sua homenagem

## Obras
- Albrecht Unsöld Physik der Sternatmosphären mit besonderer Berücksichtigung der Sonne (Springer, 1955, 1968 e 1982)
- Albrecht Unsöld Max Planck (Hirt, 1958)
- Albrecht Unsöld Über die mittleren Zustandsgrössen und Spektren der Sternatmosphären in Abhängigkeit von ihrem Wasserstoff- und Heliumgehalt (Vandenhoeck & Ruprecht, 1958)
- Albrecht Unsöld Der neue Kosmos (Springer, 1967 e 1981)
  - Albrecht Unsöld The New Cosmos (Longmans, 1969)
- Albrecht Unsöld Sterne und Menschen: Aufsätze u. Voträge (Springer, 1972)
- Albrecht Unsöld Evolution kosmischer, biologischer und geistiger Strukturen (Wissenschaftliche Verlagsgesellschaft, 1981 e 1983)
- Albrecht Unsöld und Bodo Baschek Der neue Kosmos. Einführung in die Astronomie und Astrophysik (Springer-Verlag GmbH, 1991, 2001 e 2004)
  - Albrecht Unsöld und Bodo Baschek The New Cosmos (Heidelberg Science Library) (Springer-Verlag GmbH, 1991)
  - Albrecht Unsöld, Bodo Baschek, W.D. Brewer (Translator) The New Cosmos: An Introduction to Astronomy and Astrophysics (Springer, 5th Edition, 2005) ISBN 978-3540678779

## Publicações selecionadas
- Albrecht Unsöld Beiträge zur Quantenmechanik des Atoms, Ann. d. Phys. (4) 82 355-393 (1927).  Received 22 December 1926, published in issue No. 3. of 8 February 1927.  As cited in Mehra, Volume 5, Part 2, 2001, p. 959.